# Fritz Toussaint
Frédéric (Fritz) Toussaint (Elsene, 17 januari 1846 - Sint-Joost-ten-Noode, 30 juli 1920) was een Belgisch kunstschilder, verzamelaar en mecenas.
Hij was getrouwd met Marie-Reine Hagemann. Hij was de zoon van notaris, sociaal-schrijver en politicus Joseph Ferdinand Toussaint en de schoonbroer van architect Joseph Poelaert, getrouwd met zijn zus Léonie Toussaint.
Hij behoorde tot de School van Tervuren en schilderde bij voorkeur bloemen.
Hij schonk veel schilderijen aan het Museum van Elsene en aan de Koninklijke Musea voor Schone Kunsten van België. Een zaal van het Museum van Elsene draagt zijn naam.